# ミヤマシオガマ
ミヤマシオガマ（深山塩釜）は、シオガマギク属の多年草の高山植物である。
北海道から中部地方以北の高山帯の砂礫地や乾いた草地に生える。高さは5-15cm程度。シダのような葉は、同属のヨツバシオガマやタカネシオガマに似るが、小葉が更に細かく切れ込んでいることで区別ができる。花期は7-8月。他の高山植物と比べ開花の時期が早い。茎の先端に長さ2-3cmの唇形で鮮やかな紅紫色の花を10個ほど固まってつける。